# Пролетарская улица (Иркутск)
Пролета́рская улица (бывшая Торговая, Несытовская, Ивановская) — улица в Правобережном округе города Иркутска, одна из центральных и старейших улиц города. Расположена в историческом центре между параллельными ей улицами Сухэ-Батора и Каландаришвили, начинается от пересечения с улицей Польских Повстанцев, заканчивается пересечением с улицей Карла Маркса.

## История

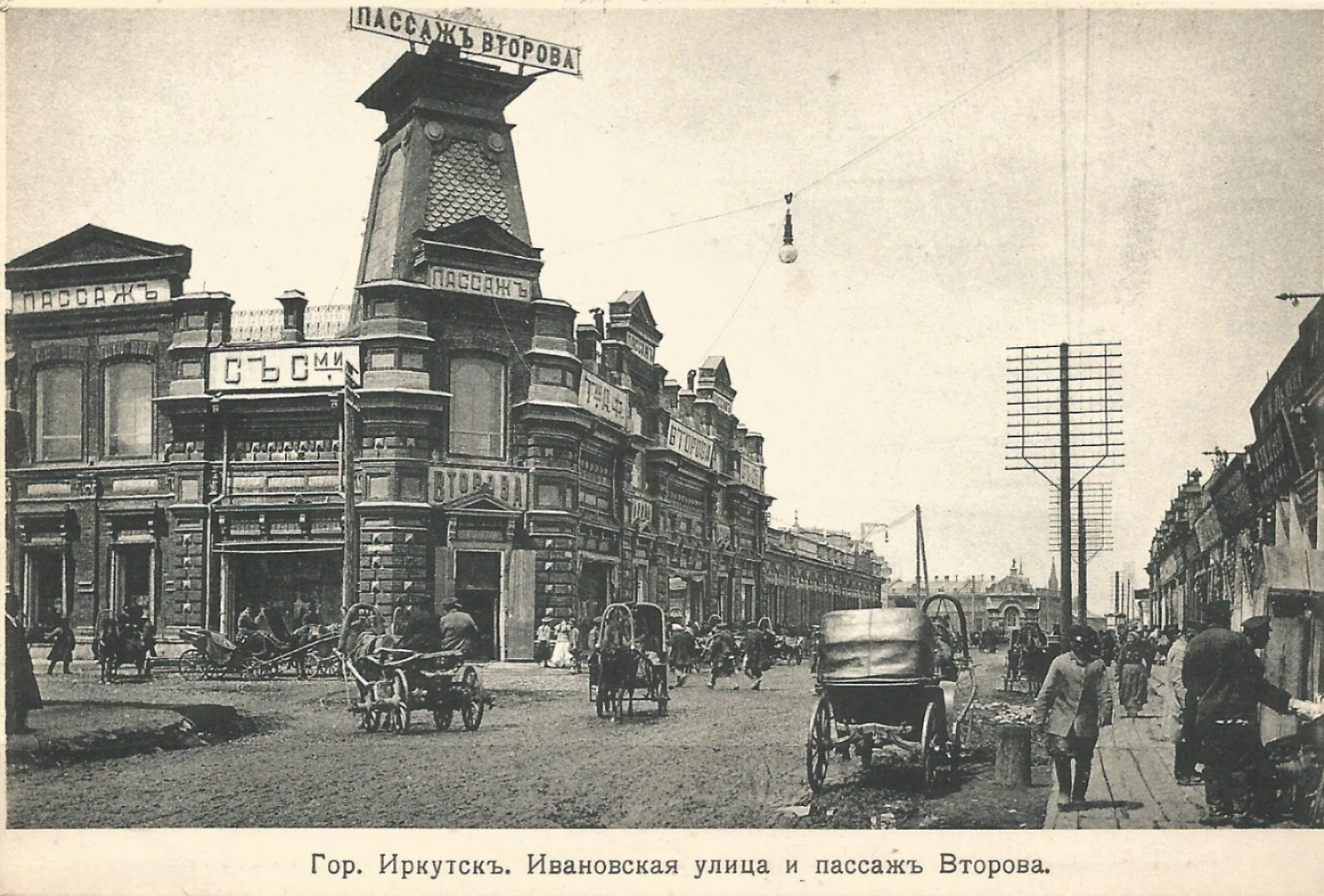
Ивановская улица в начале XX века

Ивановская улица обозначена на плане Иркутска, выполненном М. Татариновым в 1768 году.

## Здания и сооружения
Нечётная сторона
- 13 — Иркутский государственный цирк.
- Бюст Ленина

Чётная сторона
- 10 — Иркутский областной суд.